# Гросс-Кеппо
Гросс-Ке́ппо, также Гросс Кеппо (нем. Groß-Köppo, мыза Су́уре-Кы́пу, эст. Suure-Kõpu mõis) — рыцарская мыза в волости Пыхья-Сакала уезда Вильяндимаа, Эстония. Находится в 18 километрах от Вильянди, на территории посёлка Кыпу. Согласно историческому административному делению мыза относилась к приходу Кыпу. В годы Российской империи находилась на территории Лифляндской губернии.

## История мызы
Первые сведения о мызе относятся к 1487 году. В 1593 году она упоминалась как мыза Кепа (Kepa).
Во времена шведского правления мызой стал владеть Якоб Делагарди, в 1624 году она отошла Валентину Шиллингу (Valentin Schilling), весной 1699 года вернулась в собственность государства и в качестве владения короны была всё следующее столетие. В 1800—1805 годах мыза трижды меняла собственников.
Когда в 1800 году северные земли мызы выделили для самостоятельной мызы Вяйке-Кыпу (с эст. — Малая Кыпу), старую мызу стали называть Сууре-Кыпу (с эст. — Большая Кыпу).
В 1805 году мыза отошла в собственность дворянского рода фон Штрик, в руках которого она оставалась до её экспроприации в 1919 году. Последним собственником мызы был Альфред фон Штрик.
На военно-топографических картах Российской империи (1846–1863 годы), в состав которой входила Эстляндская губерния, мыза обозначена как мз. Гр. Кеппо. В русских источниках 1900 года упоминается как Гроссъ Кеппо, Мз.

Герб Делагарди
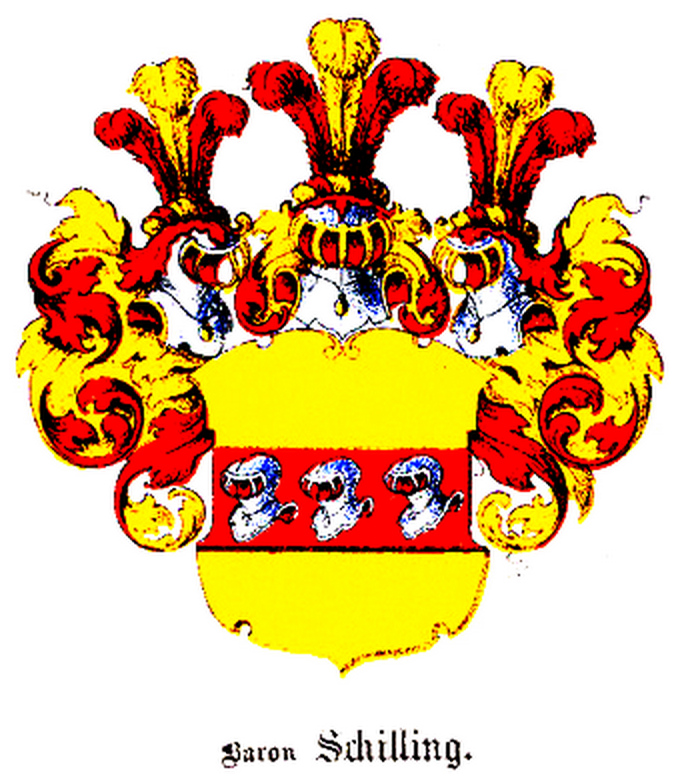
Герб Шиллингов
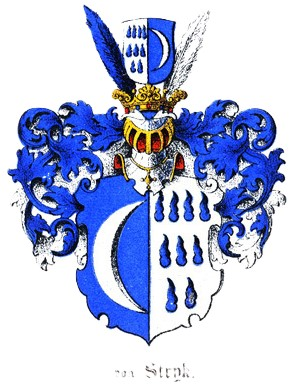
Герб Штриков

Строительство представительного главного здания (господского дома) мызы в стиле позднего классицизма (ампира) про проекту архитектора Эмиля Юлиуса Штрауса (Emil Julius Strauss) было начато во второй половине 1830-х годов и завершено в 1847 году. Балконные ограждения главного здания были изготовлены в 1861 году на литейном заводе «Louisenhütte», основанном мызниками округи.
На военно-топографических картах Российской империи (1846–1863 годы), в состав которой входила Эстляндская губерния, мыза обозначена как Гр. Кеппо.
Мызе принадлежали 1021,9 гектара земель, лесничество Супси, мельница Солу, деревни Метскюла, Таки и Типо, 92 хутора.
До экспроприации мызы внешний вид её главного здания был почти таким же, как у спроектированного тем же архитектором и построенного в то же время в Тартумаа здания мызы Йензель (Куремаа). Во многих деталях оформления на мызу Сууре-Кыпу была похожа разрушенная во время Второй мировой войны мыза Веснери (нем. Wesslershof).
C 1921 года в главном здании мызы начала работать 6-классная школа Сууре-Кыпу, которая в настоящее время действует под названием Кыпуская основная школа (Основная школа Кыпу). Школа участвовала в программе Европейского экономического пространства «Мызные школы — сохранение через использование», в ходе которой главное мызное здание было реновировано. С историей мызы и её окрестностей знакомит музейная комната.
Весной 2003 года была открыта часть настенной росписи в стиле Помпеи в представительских помещениях главного здания.
Масштабные реставрационные работы были проведены на мызе в 2008—2012 годах при поддержке Министерства культуры Эстонии и финансового механизма Норвегии.
На мызе проводятся различные мероприятия: экскурсии, семинары, конференции; например, осенью 2017 года была проведена конференция «Туризм в природоохранных зонах».

## Мызный комплекс
Главное здание (господский дом) мызы представляет из себя особняк в стиле позднего классицизма с низкой вальмовой крышей. Цоколь украшен бутовым камнем. На центральном и боковых ризалитах — характерные для классицизма треугольные фронтоны. Фронтон на центральном ризалите украшен зубчатым фризом и окном с сегментированной аркой. Центральную часть здания дополнительно украшают пилястры с ионическими капителями. Перед главным порталом находится парадная лестница.
На втором этаже, между ризалитами фасада расположены балконы с кованными решётками, которые поддерживаются консолями. Задний фасад здания в большей части повторяет решения переднего фасада: также есть украшенный зубчатым вырезом центральный ризалит и боковые ризалиты, которые по сравнению с передним фасадом выделяются менее выражено; в тех же местах находятся балконы.
Изначально здание было двухэтажным в центре и по краям и одноэтажным в переходных галереях. В конце 19-го столетия одноэтажные галереи перестроили в двухэтажные.
Наряду с господским домом сохранилось несколько вспомогательных зданий, которые расположены не традиционно вокруг главного здания, а к юго-востоку от него своеобразной «гроздью». К югу от главного здания в лесной чаще находится небольшое деревянное строение, которое, вероятно, было построенным в 18-м столетии старым главным зданием мызы, позже перестроенным в дом управляющего.
Большинство вспомогательных зданий построены в 19-м столетии.
В Государственный регистр памятников культуры Эстонии внесены 5 объектов мызного комплекса:
- главное здание[4],
- мызный парк; площадь 9,5 гектаров и 1,0 гектар плодово-ягодного сада[13],
- парковый мост; трапециевидный бетонный мостик через небольшой канал; по состоянию на 16.10.2018 находился в плохом состоянии[14],
- сушильня; одноэтажное здание из кирпича и камня с двускатной крышей построено во второй половине 19-го столетия, находится в удовлетворительном состоянии[15],
- дом управляющего; находится в частной собственности[16].

## Галерея

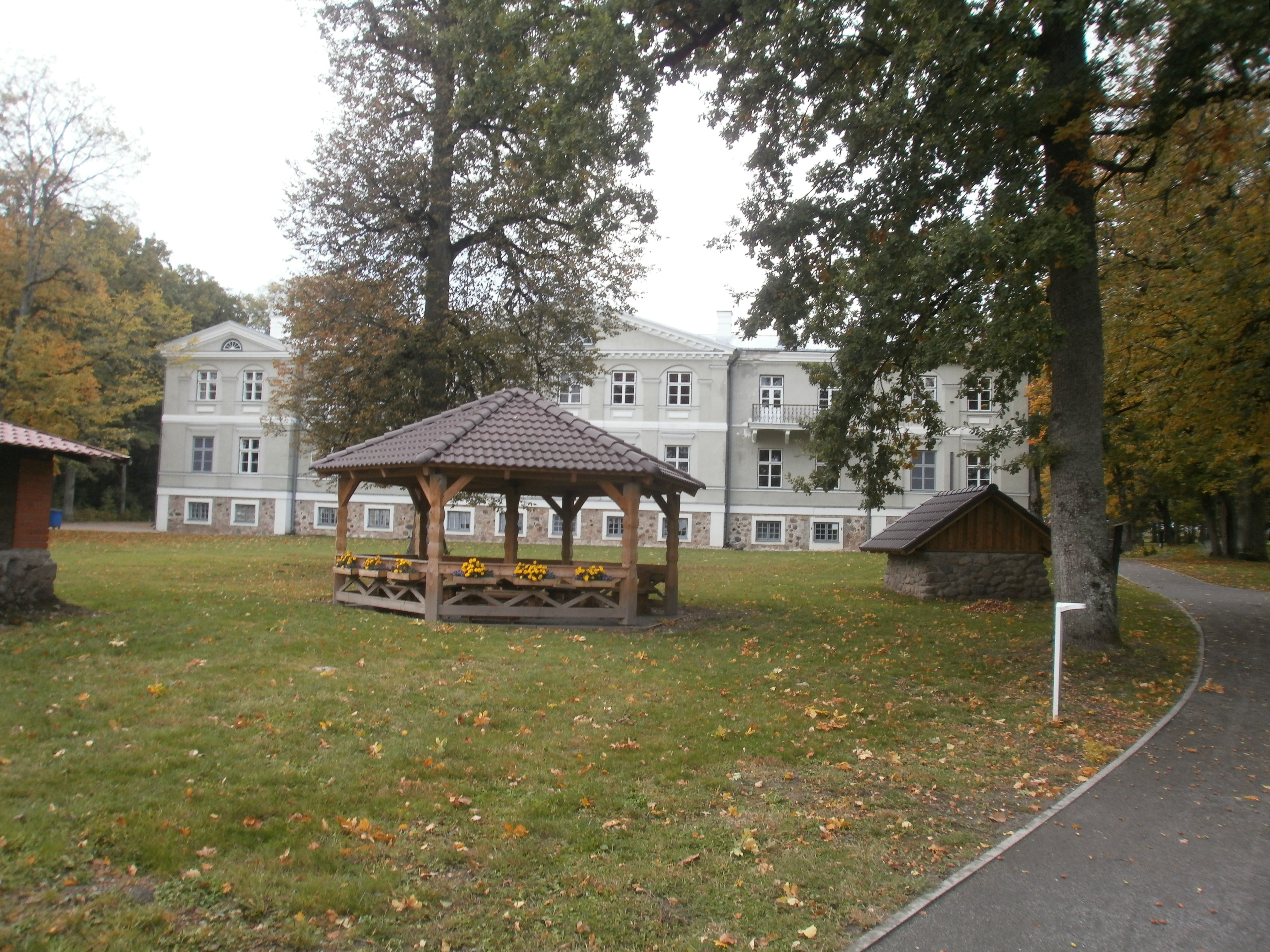
Главное здание и парк
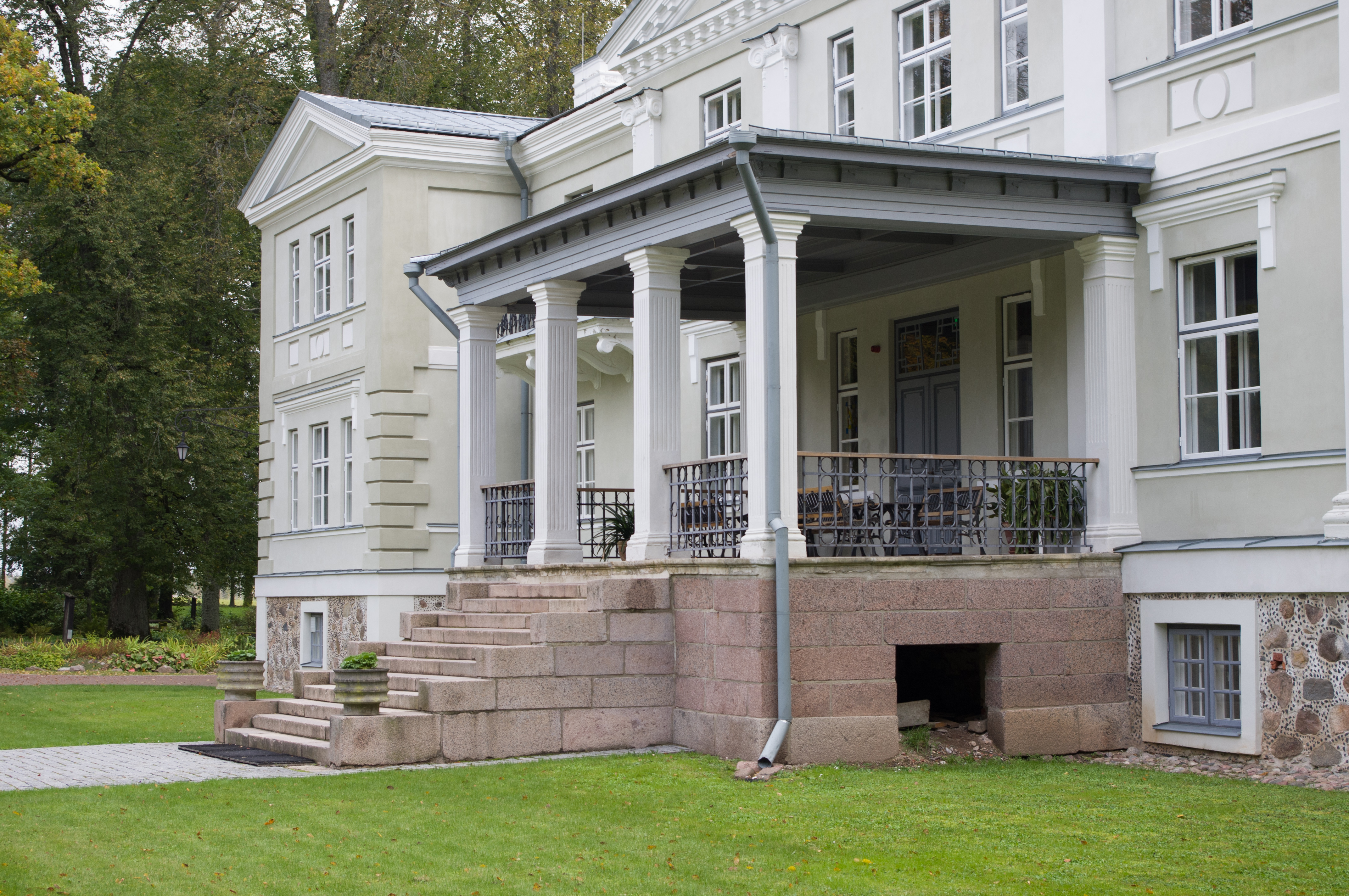
Парадный вход в главное здание
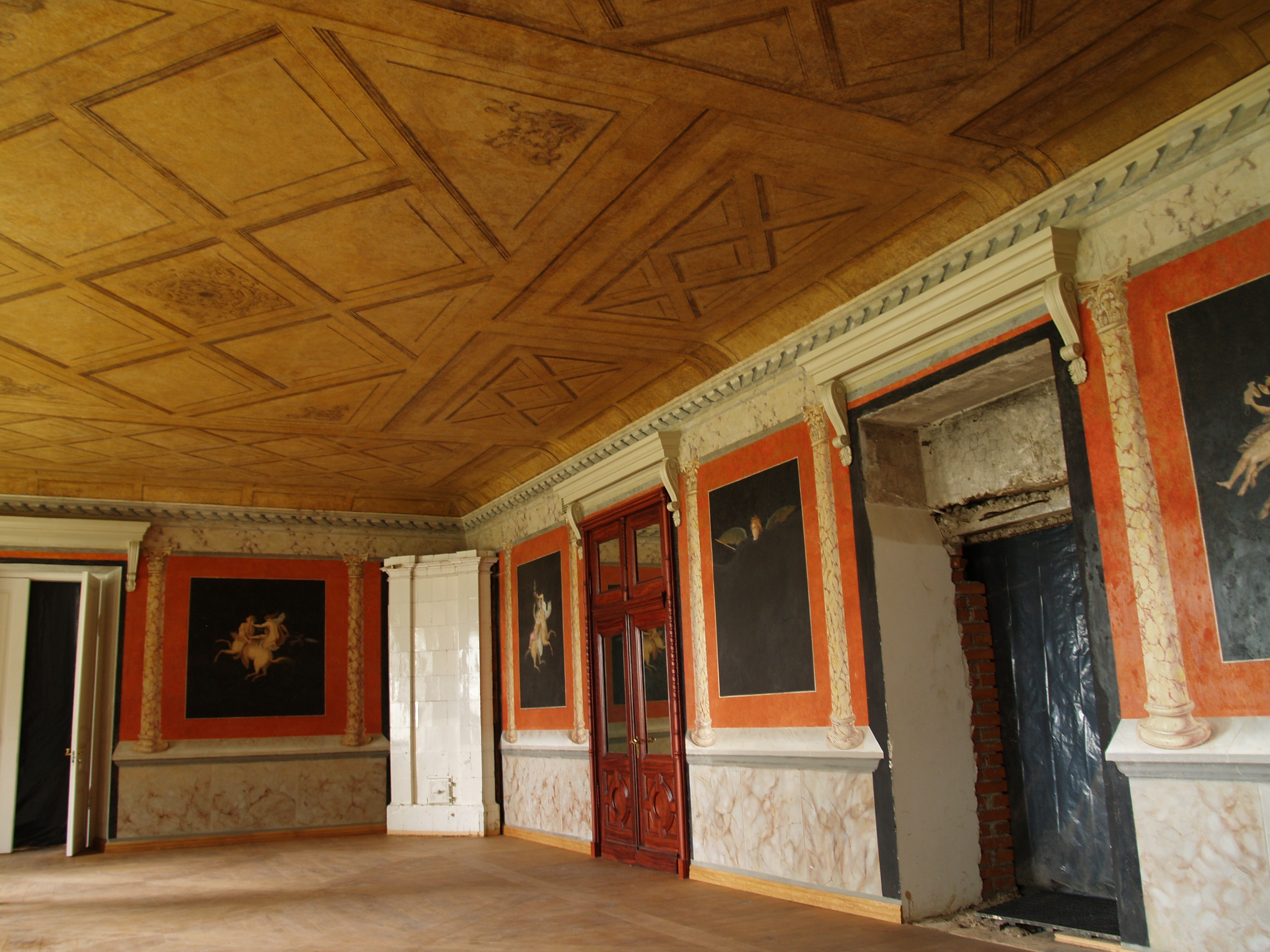
Реставрация господского дома в 2008 году
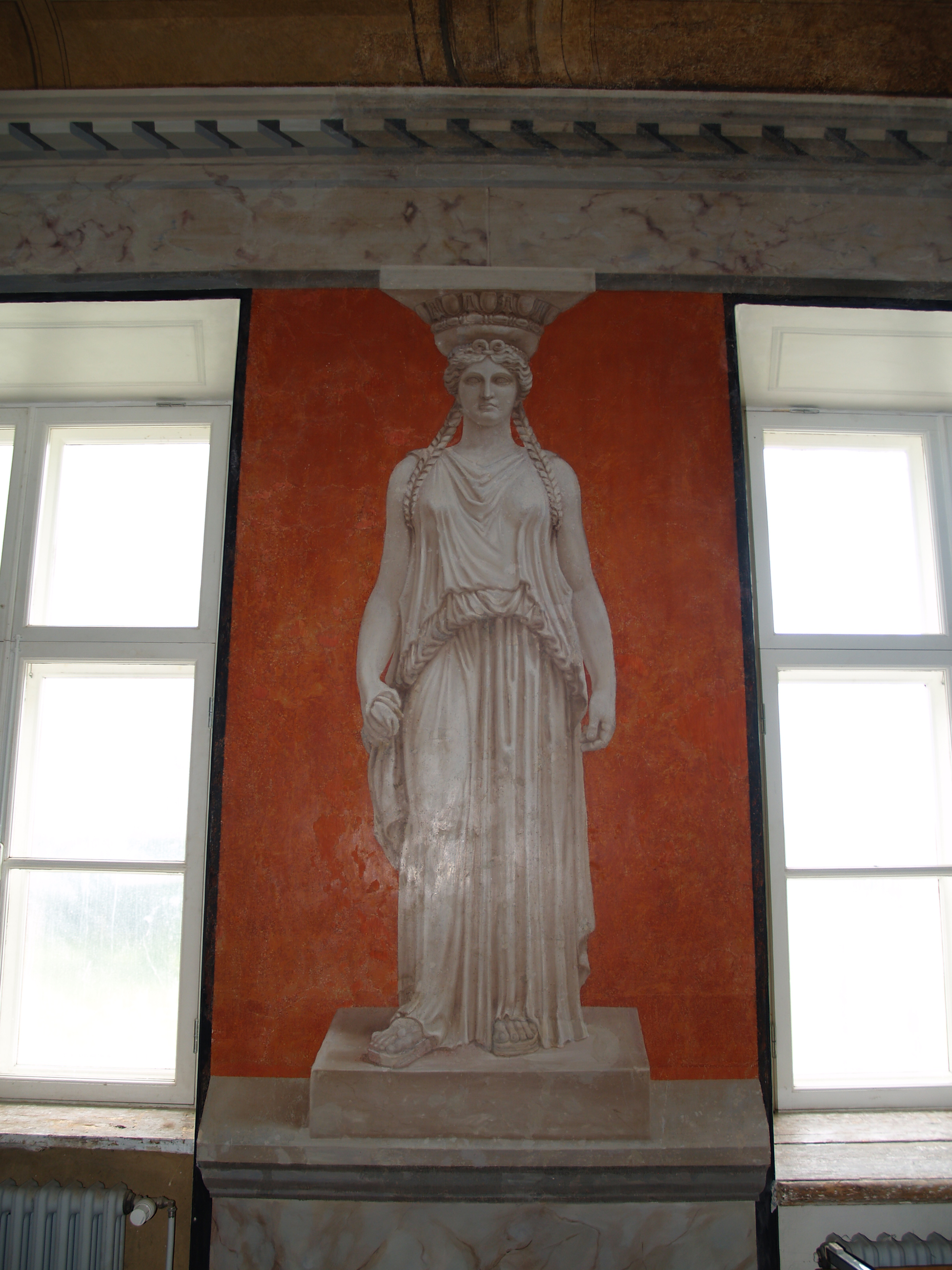
Настенная роспись в господском доме
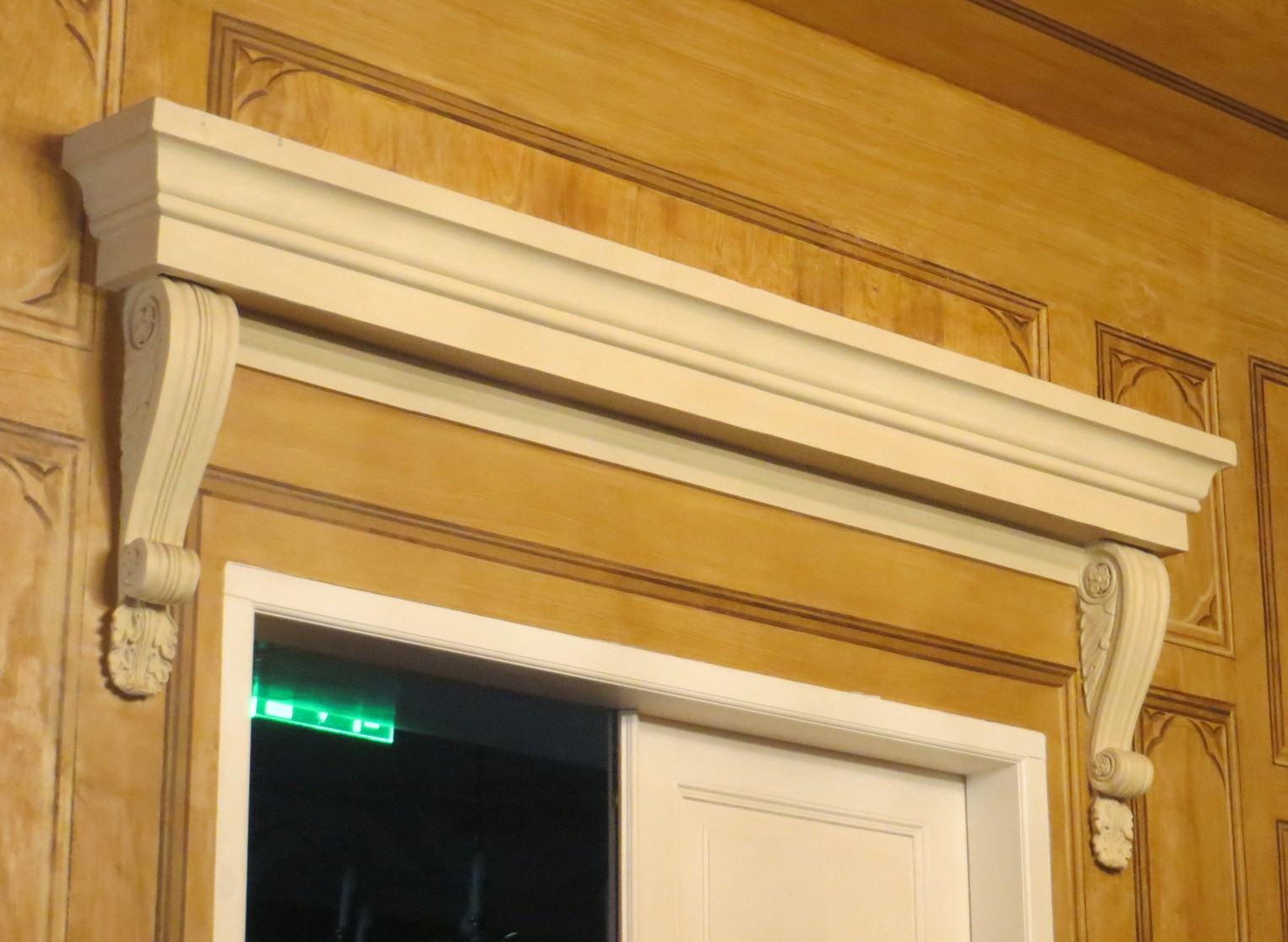
Карниз с консолью, главное здание
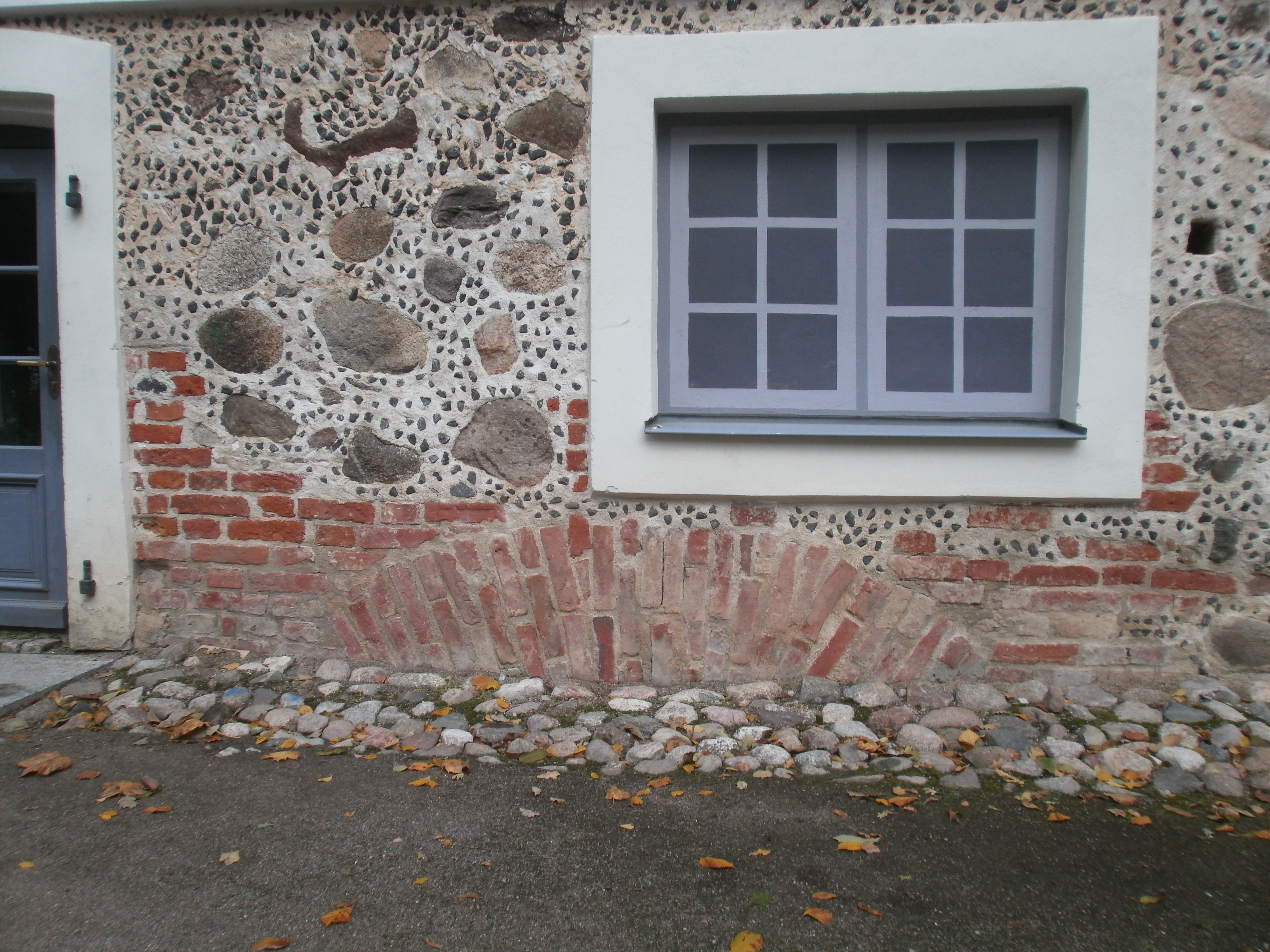
Оформление цоколя главного здания
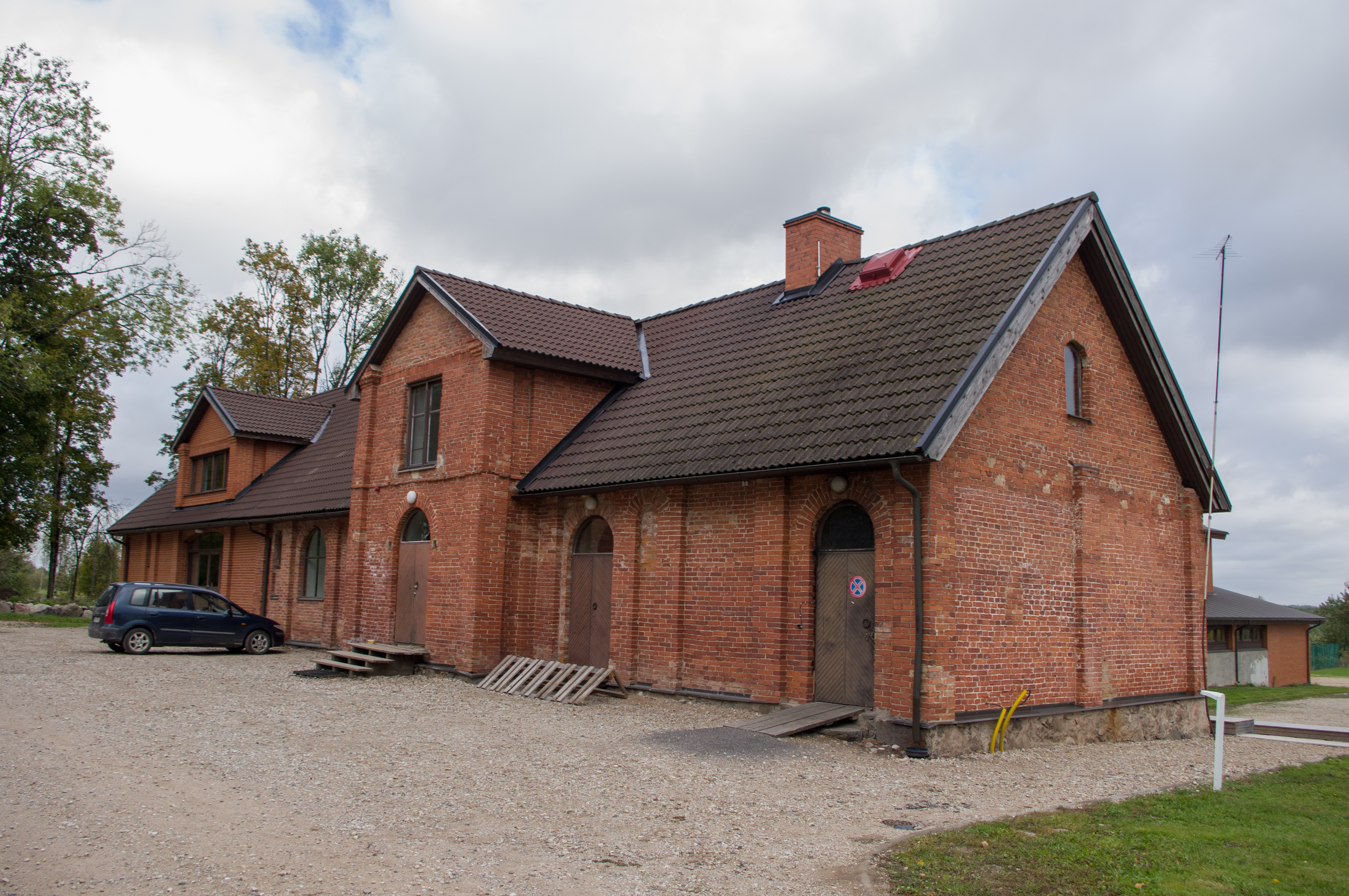
Сушильня
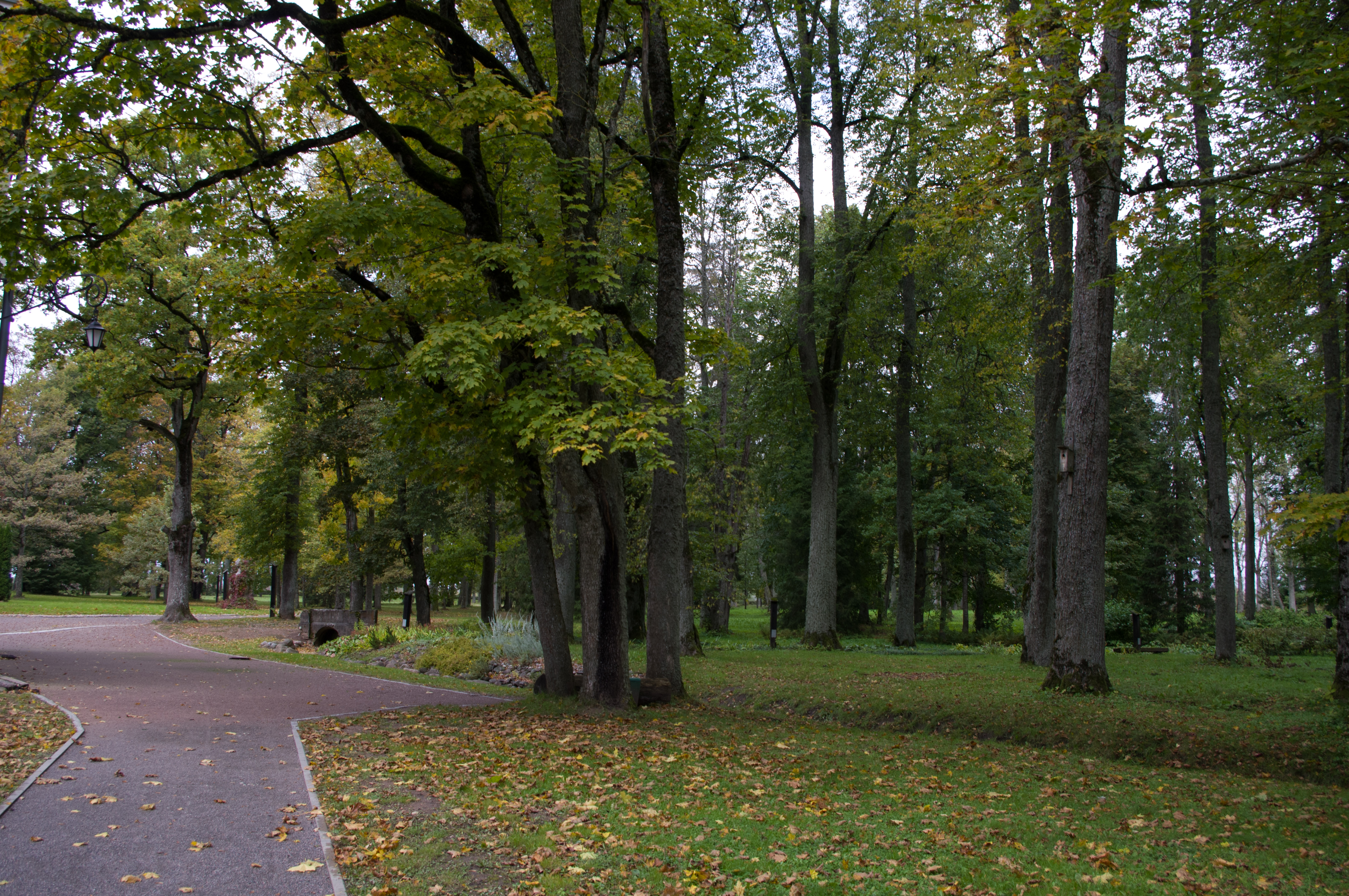
Мызный парк
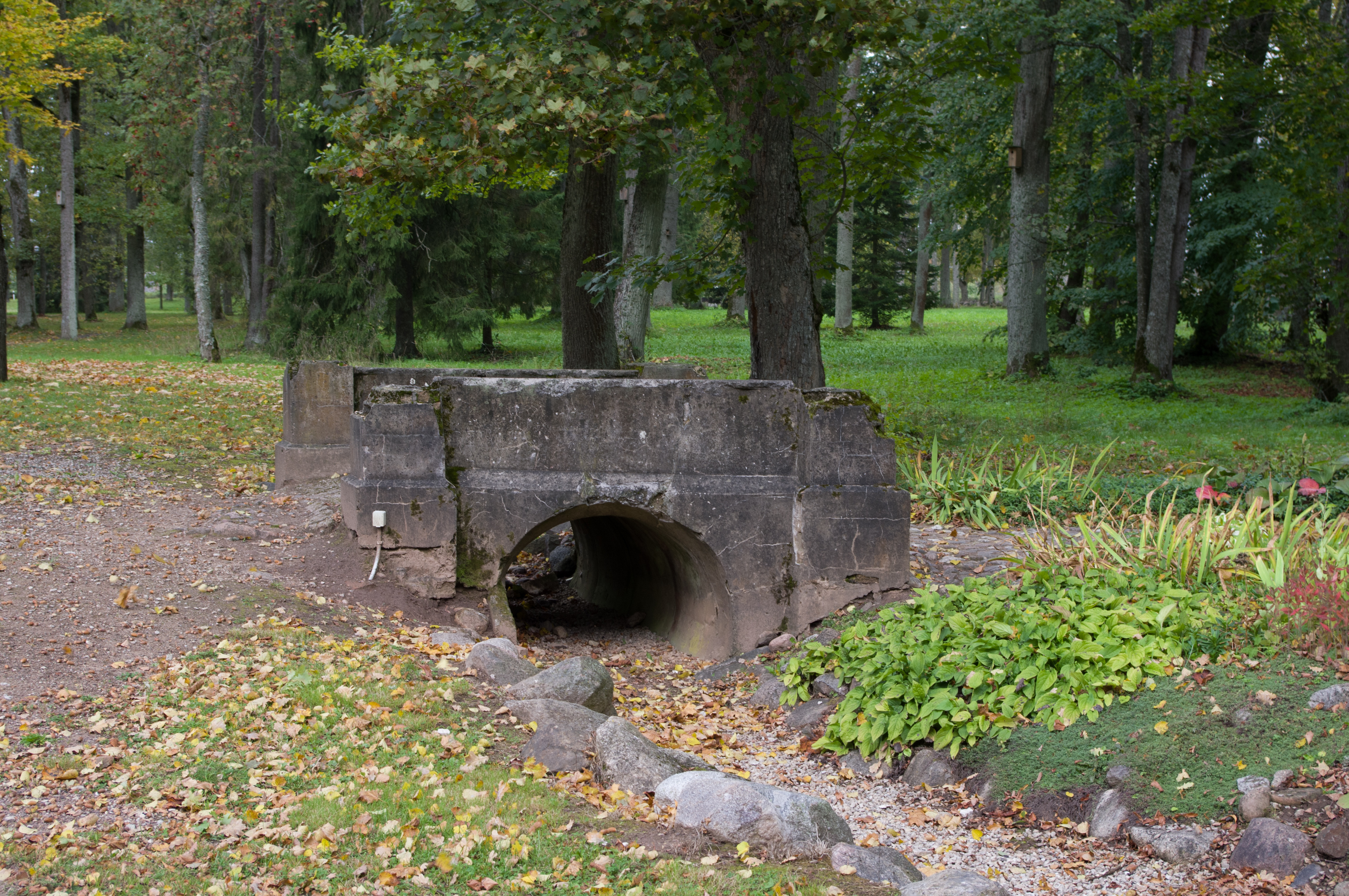
Парковый мост